# Pletna

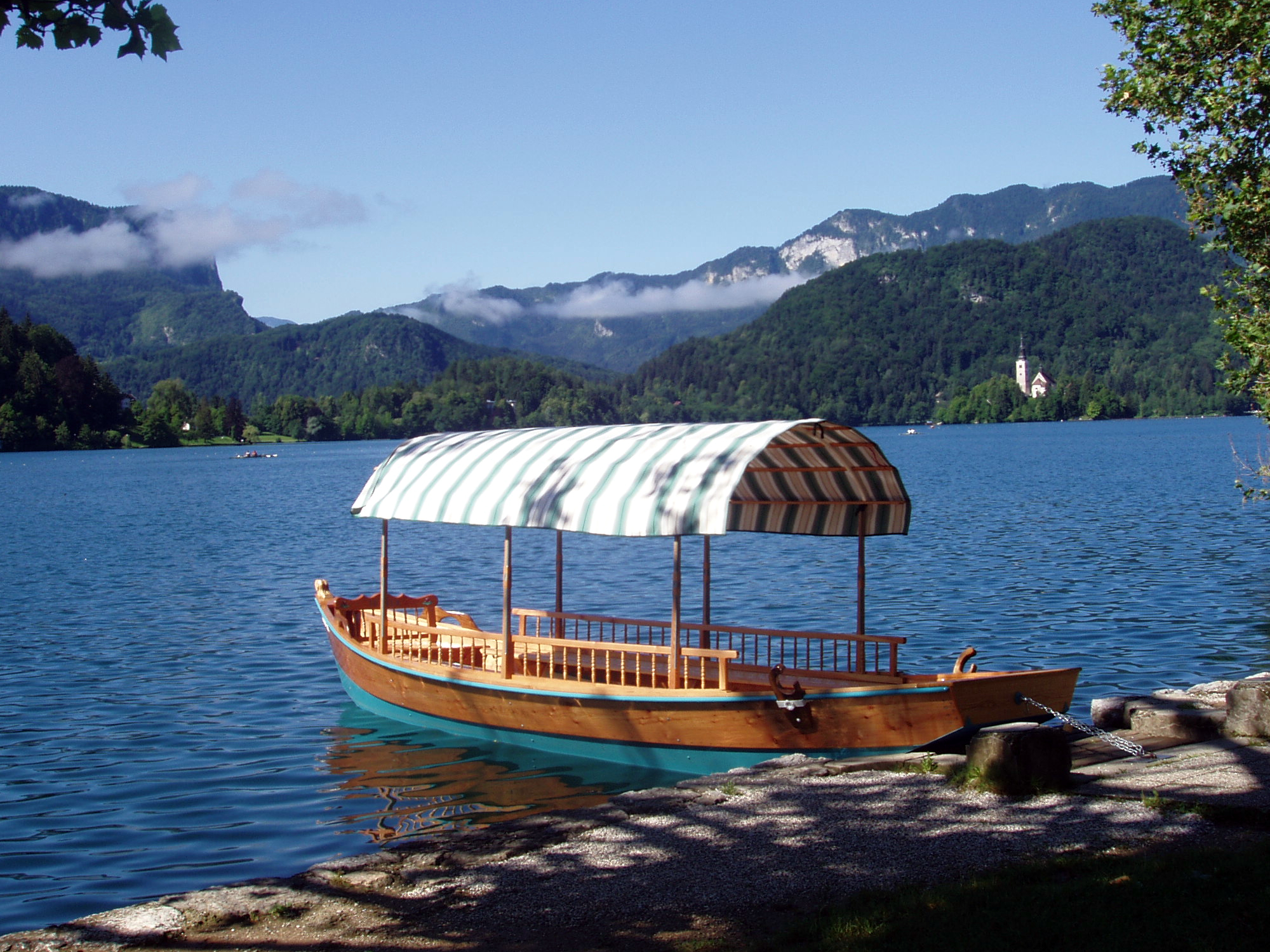
Pletna in Bled

Eine Pletna ist ein traditionelles Holzboot, das auf dem Bleder See in Slowenien zum Transport von Personen und Fracht verwendet wird. Der Bootsführer (Pletnar) treibt das Boot im Heck stehend mithilfe zweier Ruder an. Heute dient die Pletna hauptsächlich dazu, Touristen von den Uferorten auf die Insel Blejski Otok zu bringen.

## Beschreibung

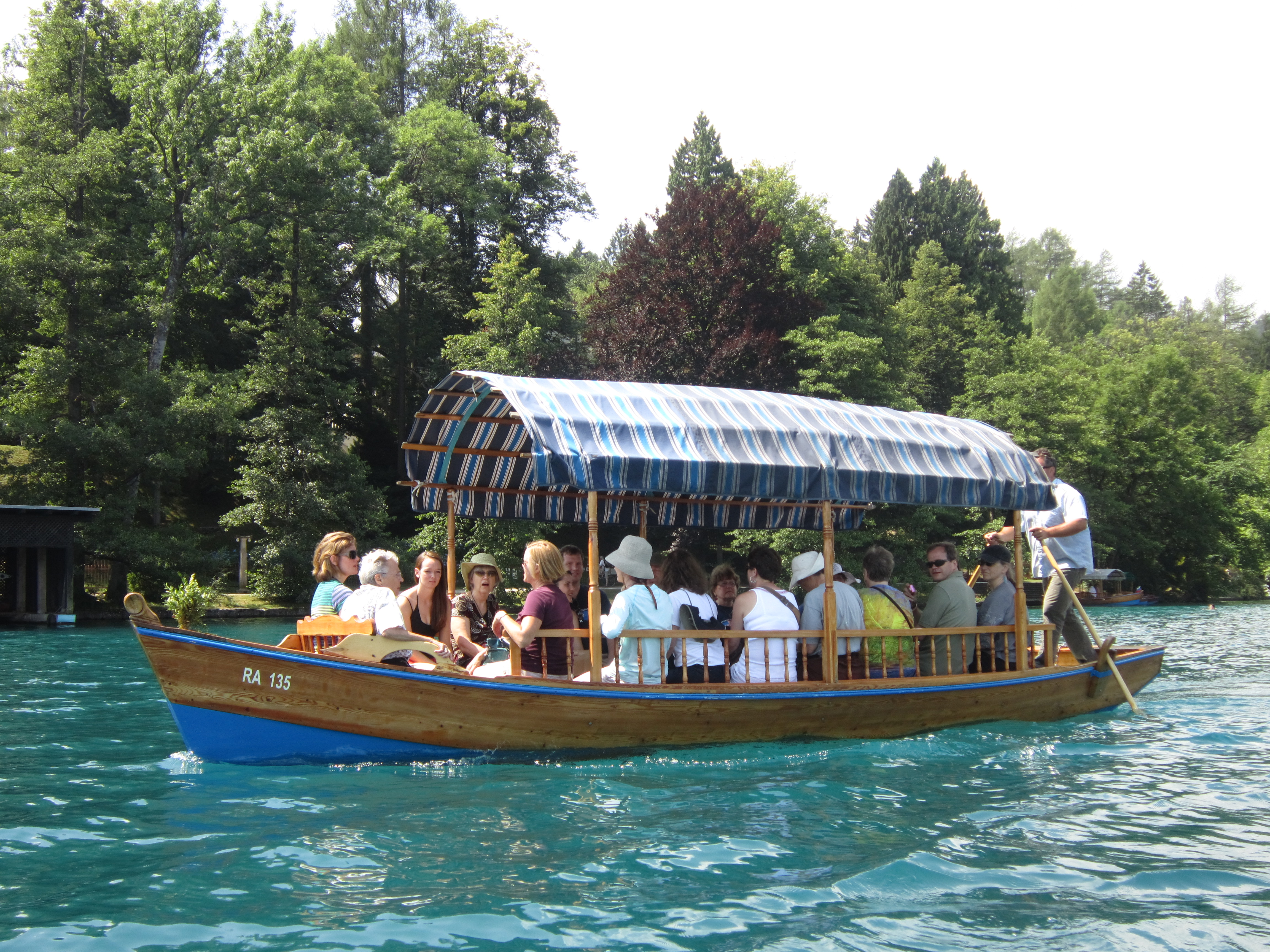
Pletna mit Touristen

Die Pletna ist ein bis zu acht Meter langes und etwa zwei Meter breites Boot mit flachem Boden und konischem Bug. Eine markante Schwelle am breiten Heck erleichtert den Passagieren den Einstieg. Bänke an beiden mit einer Reling versehenen Längsseiten bieten bis zu 18 Personen Platz. Eine Markise schützt die Passagiere vor Sonne und Regen. Der Bootskörper besteht aus dünnen, normalerweise natürlich getrockneten und mit Leinöl imprägnierten Brettern aus Lärchenholz. Diese überlappen sich an den Fugen und sind mit Kupfernieten verbunden. Angetrieben wird die Pletna mit zwei bis zu drei Meter langen Rudern, die der Pletnar im Heck stehend mit beiden Händen bewegt. Bei jährlicher Wartung, für die 600 Arbeitsstunden aufgewendet werden müssen, weil das Boot vollständig auseinandergenommen und wieder zusammengesetzt wird, kann die Lebensdauer einer Pletna bis zu 30 Jahre betragen.

## Geschichte
Bereits im 12. Jahrhundert wurden in Mlino am südlichen Ufer des Bleder Sees Boote gebaut, um Pilger und Fracht auf die Insel Blejski Otok transportieren zu können. Die Bauern waren verpflichtet, diese Leistung unentgeltlich zu erbringen, wurden dafür aber von anderen Abgaben befreit. Im 18. Jahrhundert gewährte die österreichische Kaiserin Maria Theresia den örtlichen Bauern das Recht, Seetransporte als zusätzliche Einnahmequelle durchzuführen. Der Anschluss an das Eisenbahnnetz führte ab 1906 zu einem verstärkten Zustrom von Pilgern und Touristen. Heute gehört eine Fahrt mit der Pletna zum Blejski Otok zu den Touristenattraktionen am Bleder See und sichert den Erhalt der Tradition.
Die Bauart einer Pletna, deren Name sich von dem im Salzkammergut verbreiteten Bootstyp der Plätte ableitet, hat sich im Laufe der Zeit verändert. Die heutige Form wurde um 1900 nach dem Vorbild von Booten entworfen, die bereits auf mitteleuropäischen Seen im Einsatz waren. Die Markise wurde erst nach dem Ersten Weltkrieg eingeführt. Das Wissen, wie eine Pletna gebaut und gerudert wird, wird in den Familien von Generation zu Generation weitergegeben. Traditionell werden die Boote nur am See gefertigt und nur von Einheimischen gerudert, die mehrheitlich dem im Jahr 2002 gegründeten Pletna-Bootsverband Bled (Čolnarsko združenje Pletna Bled) angehören. Im Jahr 2019 waren 23 Boote auf dem Bleder See im Einsatz zwischen sechs Bootsanlegestellen am Seeufer und zwei auf der Insel. Typische Touristenfahrten sehen einen halbstündigen Aufenthalt auf der Insel und den Besuch der dortigen Marienkirche vor.

## Kulturerbe
Die traditionelle Herstellung einer Pletna und die spezifische Rudertechnik wurden 2019 zum nationalen immateriellen Kulturerbe Sloweniens erklärt.